# Peter Wilhelm Kallen
Peter Wilhelm Kallen (* 11. März 1910 in Neuss; † 4. Januar 1979) war ein deutscher Unternehmer und Politiker. Von 1961 bis 1967 war er Oberbürgermeister von Neuss.

## Leben und Werk
Kallen wurde in eine katholische Neusser Patrizierfamilie geboren. Bereits mit 18 Jahren trat er in das väterliche Unternehmen, die Ölmühle Kallen, in Neuss ein. In der Folge gründete er mehrere Textilunternehmen und beteiligte sich ab 1930 an der 1839 gegründeten traditionsreichen Krawattenfabrik Kamper & Weber in Neuss.
Als CDU-Mitglied war Kallen Stadtverordneter und von 1961 bis 1967 Oberbürgermeister der Stadt Neuss, anschließend war er bis 1977 Bürgermeister der Stadt. In seiner Amtszeit 1963 kam Neuss erstmals auf über 100.000 Einwohner. Er war von 1968 bis 1976 Vizepräsident des Bürger-Schützen-Vereins und von 1970 bis 1977 Präsident der Industrie- und Handelskammer Neuss. Sein Neffe war der spätere Vorstandsvorsitzende der Hubert Burda Media Holding Paul-Bernhard Kallen.

## Ehrungen
- Nach ihm ist die Peter-Wilhelm-Kallen-Straße in der Neusser Innenstadt benannt.